# Kulturen
Kulturen est un musée de plein-air dont le site principal est situé dans le centre-ville de Lund, dans le Sud de la Suède. L'association qui permit la création de ce musée fut fondée en 1882, et le musée ouvrit de façon permanente en 1892, ce qui en fait le second plus vieux musée de plein-air de Suède après Skansen à Stockholm, et l'un des plus vieux au monde. Le musée retrace l'évolution de l'habitat, des outils et des habits en Suède.

## Historique
Au cours de l'été 1882, des étudiants, dont Georg Karlin, décidèrent de fonder l'association culturelle du sud de la Suède (Kulturhistoriska föreningen för södra Sverige) afin de protéger le patrimoine populaire menacé par l'urbanisation. Ils commencèrent aussitôt la collecte d'objet, et après 10 ans, le musée ouvrit enfin, dans l'actuelle partie nord (la partie sud ne fut créée qu'en 1929). Georg Karlin devint directeur du musée, et ce jusqu'en 1933.

## Sites
Kulturen comprend plusieurs sites, la plupart étant à Lund, mais certains à différents endroits de la Scanie.

### Site principal
Le site principal se situe sur Tegnérplatsen, près de Lundagård au centre de Lund. Le site est réparti en deux zones, situées de part et d'autre de la rue Byhemsvägen, communiquant par un petit souterrain sous cette même rue.
L'accès principal est au niveau de la partie sud, l'accueil étant situé dans le bâtiment principal, appelé Vita Huset (la maison blanche). Devant l'entrée du bâtiment se situent une petite cour avec plusieurs pierres runiques, ainsi qu'un café-restaurant. Le bâtiment principal abrite, outre l'accueil, une boutique de souvenirs, et l'exposition Metropolis. Lund au Moyen Âge, relatant l'histoire de la ville au Moyen Âge, ainsi que plusieurs expositions temporaires. Le reste de la partie sud est constitué d'une partie du musée de plein-air.
La partie nord est la suite du musée de plein-air. Il s'agit en fait de différents bâtiments, datant du XVIe au XXe siècle, provenant de divers endroits de la Suède. Ces bâtiments ont été démontés de leur emplacement d'origine, et remontés à l'identique. Le musée comprend plusieurs fermes, ou maison de paysans, maisons d'ouvriers, maison de maître… ainsi qu'une église (1652) encore utilisé de nos jours, pour des cérémonies. L'intérieur des bâtiments a été aménagé de façon à se rapprocher de l'aménagement que devait avoir le bâtiment à cette époque, sauf certains bâtiments qui abritent des expositions.

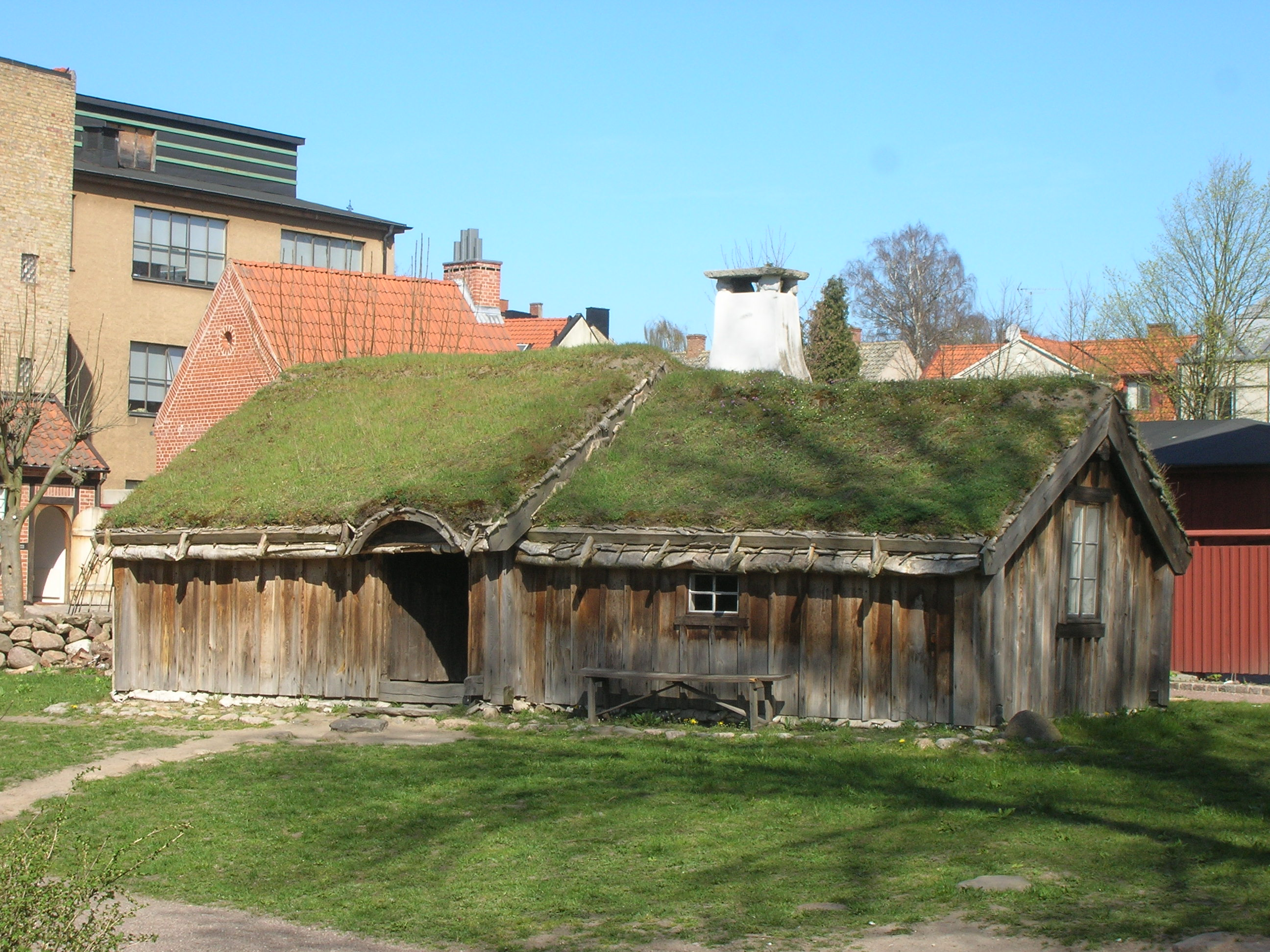
Maison pauvre du Småland du début du XXe siècle
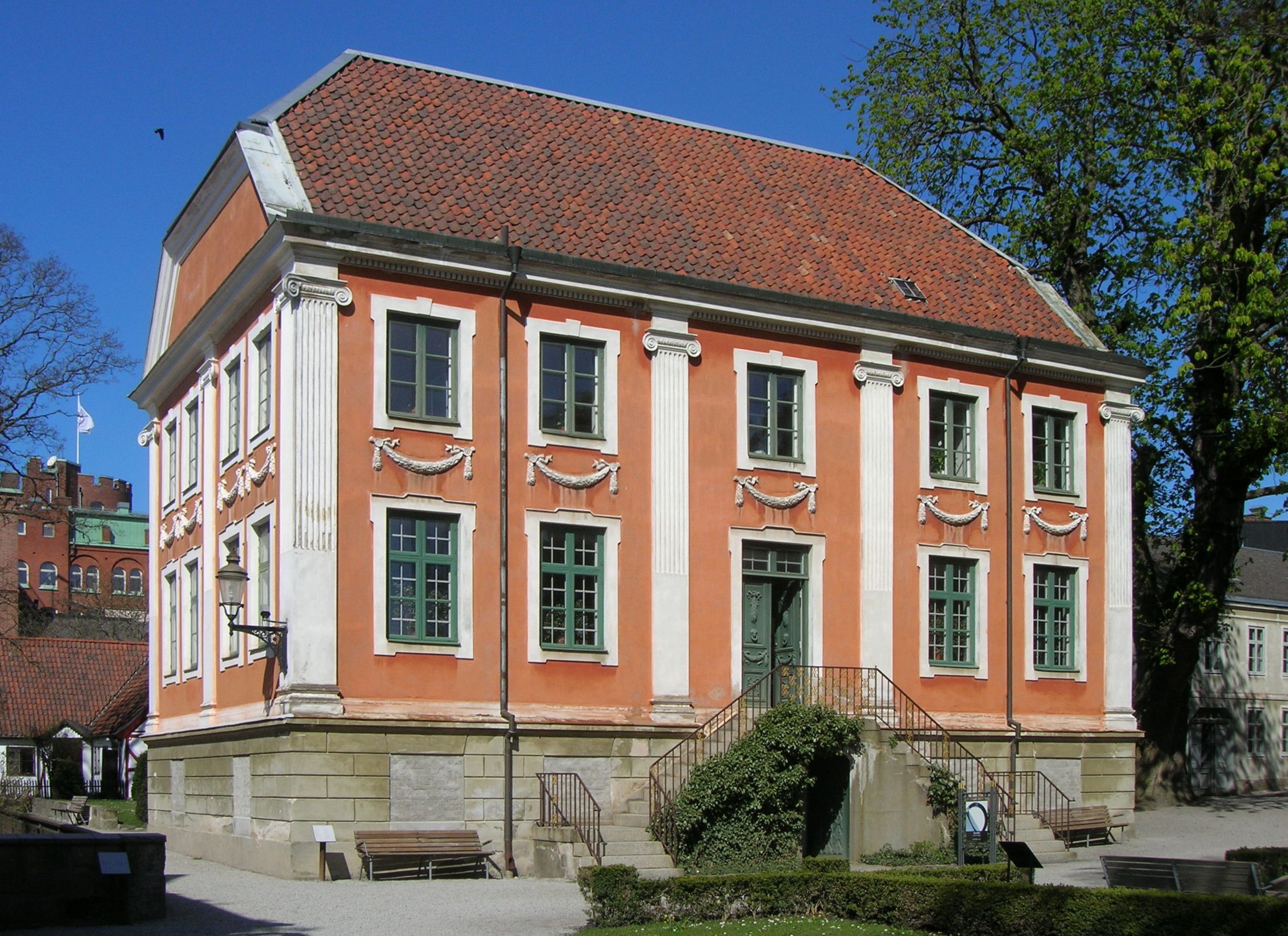
Herrehuset, maison de maître
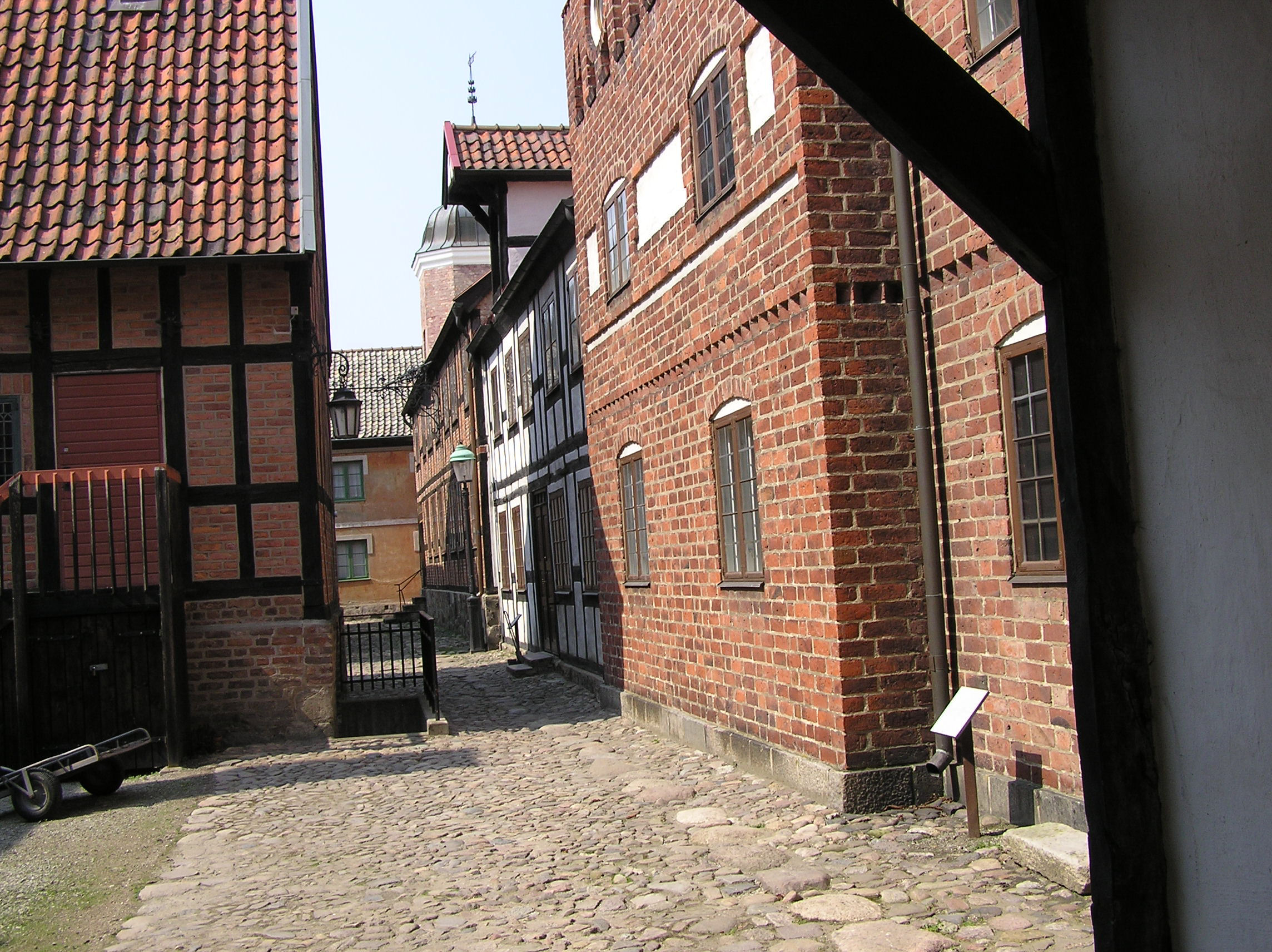
Habitat plus urbain

### Autres sites à Lund
Le musée comprend plusieurs autres petits sites à Lund.
Le musée Tegnér (Tegnérmuseet) est un petit musée consacré au poète et écrivain Esaias Tegnér situé dans son ancienne demeure, sur Stora Gråbrödersgatan. Il s'agit d'un bâtiment datant des années 1760, acheté par Tegnér en 1813. Esaias quitta ce bâtiment, en 1826, et 40 ans plus tard ce dernier failli être démoli, mais fut finalement sauvé par la fondation Tegnér (Tegnérstiftelsen) qui l'acheta, et le transforma en musée. Le musée est maintenant géré par Kulturen.
Kulturen possède aussi une petite épicerie Hökeriet, située au coin de Tomegapsgatan et S:t Annegatan, juste à côté du site principal. Il s'agit de la plus vieille épicerie de Lund. Le bâtiment fut acheté en 1855 par un artisan. Sa femme ouvrit la boutique au sous-sol. Lorsque Kulturen acheta la boutique en 1962, l'agencement intérieur fut complété par des meubles conservé d'une autre vieille épicerie de Lund. La boutique est maintenue en activité par l'association des amis d'Hökeriet, et on peut donc toujours y acheter diverses choses comme des sirops, de la confiture, du miel, des jouets et des bonbons.
Enfin, Kulturen gère aussi le musée Drottens Kyrkoruin, situé sous la rue Kattesund. Il contient les ruines d'une église médiévale en pierre, retrouvée lors de fouilles archéologiques au niveau de la rue Kattesund. Durant ses fouilles, il fut aussi trouvé les restes d'une église en bois, datée des années 990, soit la date présumée de la fondation de Lund, ce qui en fait la plus vieille église de Lund et même de Scanie. L'église en bois fut probablement remplacée par celle en pierre en 1050. L'église fut rénovée plusieurs fois au Moyen Âge, et fut finalement démolie avec la réforme protestante. L'entrée de ce musée est gratuite.

### Kulturens Östarp
Kulturens Östarp est un écomusée située sur le horst de Romeleåsen, dans la commune de Sjöbo, au sud-ouest de Lund. Il s'agit de trois fermes et une ferme-auberge. La plus ancienne, Gamlegård, date de 1812. Elle est construite dans un style typique de la ferme de Scanie de l'époque. La cour fermée entre les quatre ailes du bâtiment permet une protection contre le vent et les intrus. La ferme Alrik Jönssons gård date de 1907. Il s'agit là encore d'une ferme rectangulaire, mais cette fois-ci, les quatre ailes ne sont pas jointes, la cour étant ainsi ouverte. Le nom de la ferme vient de son dernier propriétaire. L'intérieur est caractéristique des idéaux bourgeois de l'époque.
Kulturen acquérait ces deux fermes en 1922. L'idée initiale était de les déplacer vers le site principal comme les autres, mais Georg Karlin décida de les laisser dans leur endroit d'origine. Karlin voulait que l'équilibre économique de Kulturens Östarp soit assuré par la production agricole. Ayant reconverti Gamlegård en musée, il fallut recréer une autre ferme pour assurer la production. C'est ainsi qu'en 1924, Möllegården fut construit. Bien sur, la ferme devait se fondre dans environnement, c'est pourquoi elle fut construite avec des colombages, typique des fermes du XIXe siècle. La même année, une ferme-auberge fut aussi construit (Östarp gästgivaregård). Elle fut construit sur le modèle d'une auberge située à Arlöv (entre Malmö et Lund). Elle brûla en 1952, mais fut reconstruite.

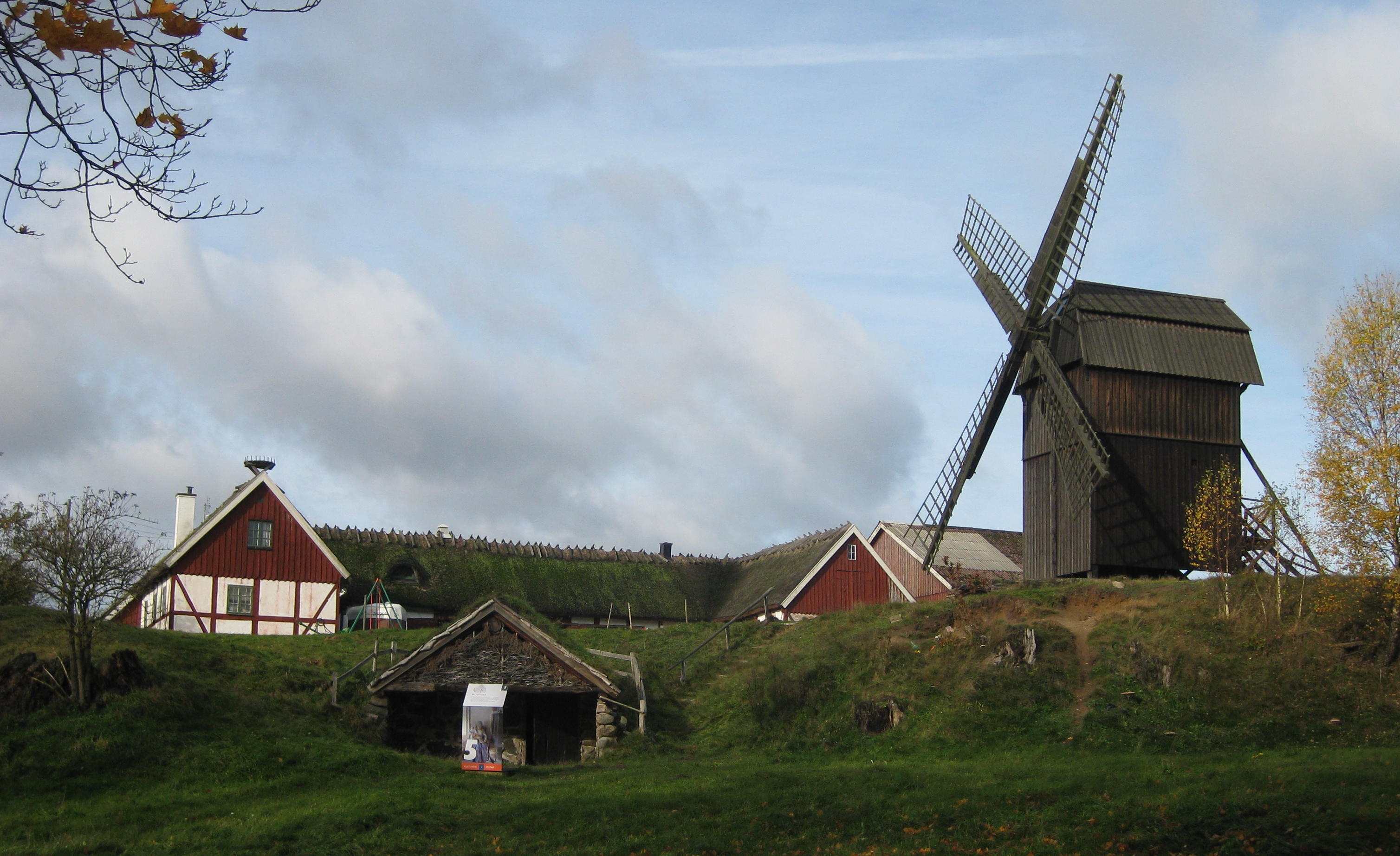
Möllegården
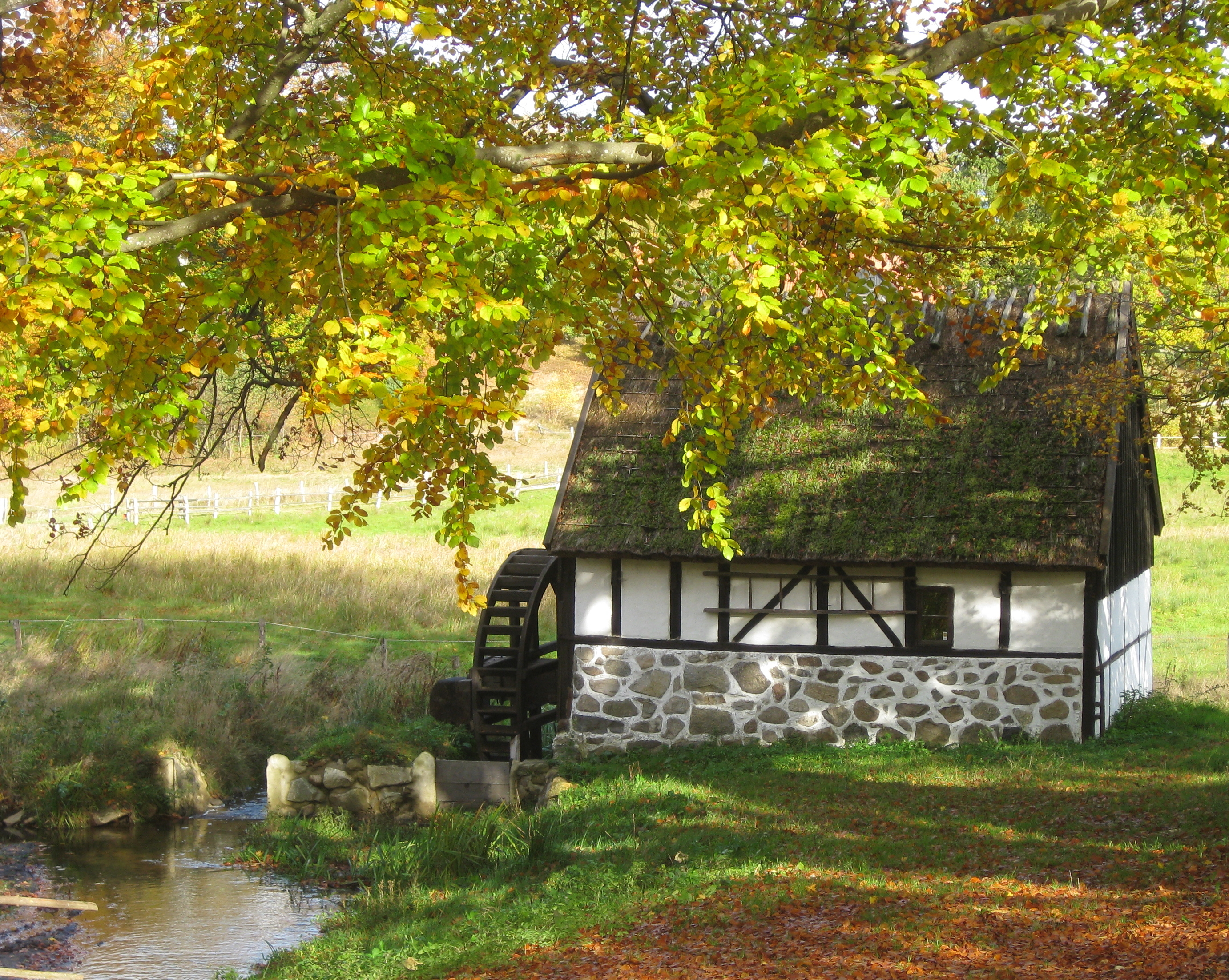
Un moulin à eau près de Gamlegård